# Дмоховские
Дмоховские (лит. Dmochovskis, пол. Dmochowski)— литовский шляхетский род, герба Побог.
Происходит из Мазовии (Польша), откуда предок его, Маркиан Дмоховский, в 1520 году переселился в Литву.
Род этой фамилии впоследствии разделился на семь ветвей; одна из них именуется Монвид-Дмоховские, другая Бомболь-Дмоховские.
В российской империи дворянский род Дмоховских был внесен Герольдией в I, II и VI части родословной книги Виленской, Гродненской, Минской, Подольской, Калужской и Тульской губерний Российской империи.
Франтишек Ксаверий Дмоховский (Franciszek Ksawery Dmochowski; 1762—1808) — выдающийся польский деятель конца XVIII в., приятель Игнацы Красицкого и Гуго Коллонтая и переводчик «Илиады», «Энеиды», «Потерянного Рая», «Ночей» Юнга. Его сын, Франтишек Салезий Дмоховский (1801—1872) — польский писатель и издатель.
В империи Габсбургов род Дмоховских подтвердил своё шляхетское происхождение в королевстве Галиции и Лодомерии.